# 韦尔奈 (谢尔省)
韦尔奈（法語：Vernais，法語發音：[vɛʁnɛ]）是法国谢尔省的一个市镇，位于该省东南部，属于圣阿芒蒙龙区。

## 地理
韦尔奈（46°45'57"N, 2°42'50"E）面积25.84 平方千米，位于法国中央-卢瓦尔河谷大区谢尔省，该省份为法国中部省份，北起卢瓦雷省，西接卢瓦-谢尔省和安德尔省，南至克勒兹省，东南接阿列省，东临涅夫勒省。
与韦尔奈接壤的市镇（或旧市镇、城区）包括：艾奈堡、巴讷贡、贝赛勒弗罗芒塔勒、谢尔省沙朗通、托米耶。

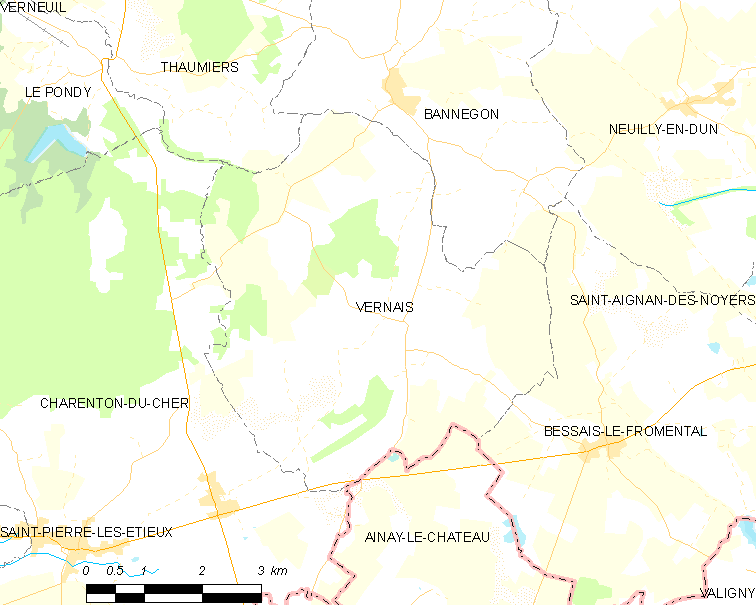
的OSM定位图

韦尔奈的时区为UTC+01:00、UTC+02:00（夏令时）。

## 行政
韦尔奈的邮政编码为18210，INSEE市镇编码为18276。

## 政治
韦尔奈所属的省级选区为欧龙河畔丹县。

## 人口

1962-2008年间人口变化图示

韦尔奈于2022年1月1日时的人口数量为184人。